# لابلو
لابلو (انگلیسی: Labello) شرکت لوازم بهداشتی آلمانی است، که در سال ۱۹۰۹ تأسیس شد.